# Pau
Pau [po, okzitanisch pau] (baskisch Paue) ist eine Stadt in der französischen Region Nouvelle-Aquitaine und mit 78.620 Einwohnern (Stand 1. Januar 2022) die größte Stadt im Département Pyrénées-Atlantiques und die viertgrößte Stadt der Region. Die Stadt ist Sitz der Präfektur des Départements. Die Präfektur verwaltet auch das Arrondissement Pau. Sie ist Hauptort (französisch chef-lieu) der Kantone Pau-1, Pau-2 und Pau-3 und Pau-4. Bis zu deren Auflösung 2015 war sie bereits Hauptort der Kantone Jurançon, Pau-Centre, Pau-Est, Pau-Nord, Pau-Ouest und Pau-Sud.
2017 wurde Pau der Ehrentitel „Reformationsstadt Europas“ durch die Gemeinschaft Evangelischer Kirchen in Europa verliehen.

## Lage und Klima
Die Stadt Pau liegt am Fluss Gave de Pau im südwestlichen Pyrenäenvorland gut 215 km südlich von Bordeaux bzw. ca. 195 km südwestlich von Toulouse in einer Höhe von ca. 215 m. Die südlichen und westlichen Vororte sind selbstständige Gemeinden, die größte davon ist Jurançon.
Der Wallfahrtsort Lourdes befindet sich ca. 58 Kilometer südöstlich.
Das Klima ist gemäßigt, Regen (ca. 885 mm/Jahr) fällt übers Jahr verteilt.

## Bevölkerungsentwicklung
| Einwohner     | 8.465 | 16.196 | 34.268 | 48.320 | 78.732 | 77.251 | 77.066 |
| Quelle: INSEE |       |        |        |        |        |        |        |

Die Mechanisierung der Landwirtschaft und die Aufgabe von bäuerlichen Kleinbetrieben führte im 20. Jahrhundert zu einer Landflucht. Inzwischen nimmt die Nachbarstadt Lescar einen Großteil der Zuwanderer auf.

## Verkehr

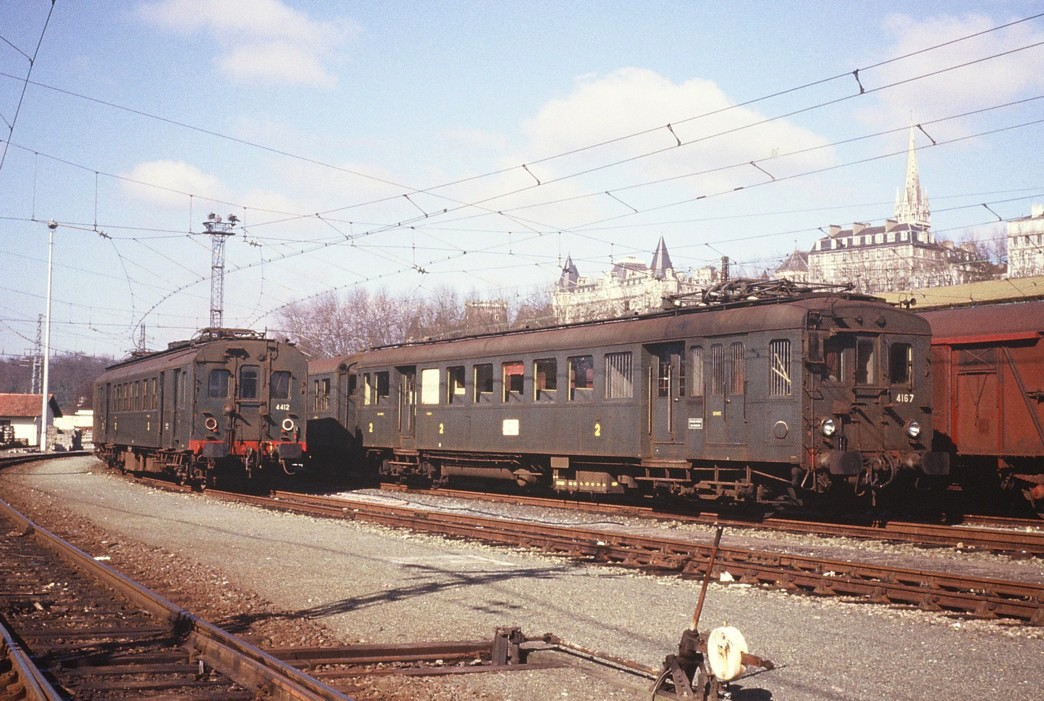
Elektrotriebwagen im Bahnhof Pau (1980)

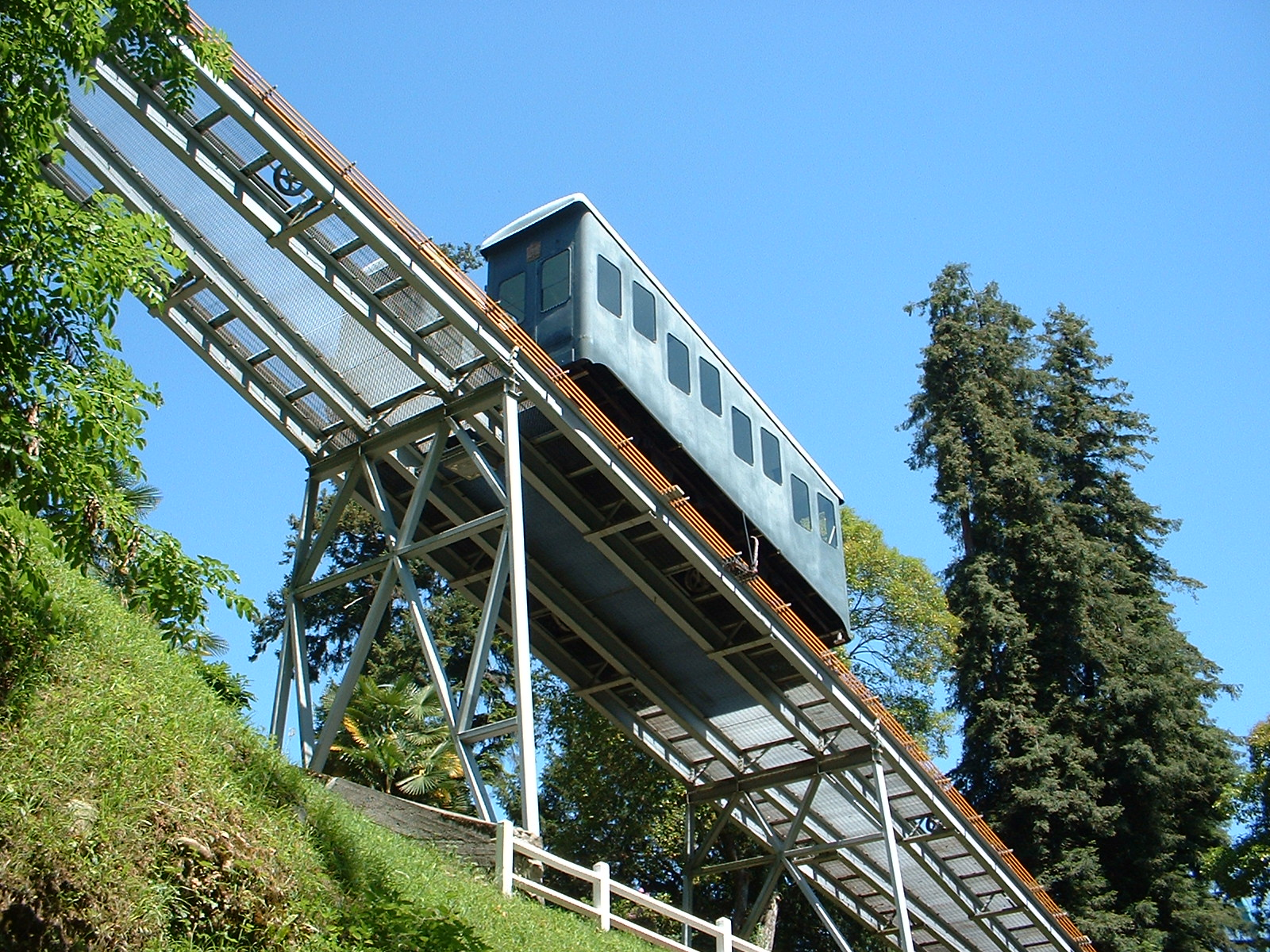
Standseilbahn Pau – eines der touristischen Wahrzeichen der Stadt

Pau ist an das französische Hochgeschwindigkeitsnetz des TGV angebunden. Es existieren Schnellverkehrsverbindungen Richtung Bayonne und Dax (weiter über Bordeaux nach Paris) sowie Tarbes (und weiter nach Toulouse).
Außerdem fahren seit 2011 wieder Nahverkehrszüge nach Oloron-Sainte-Marie (auf der ab 1970/1980 stillgelegten Bahnstrecke Pau–Canfranc); seit Juli 2016 wurde die Bahnstrecke wieder bis Bedous in Betrieb genommen – eine Verlängerung auf der derzeit stillgelegten Strecke bis Canfranc (Spanien) ist geplant.
Etwa 7 Kilometer nordwestlich der Stadt befindet sich der Flughafen Pau Pyrénées, von dem unter anderem Amsterdam, Brüssel, London und Bristol angeflogen werden.

## Bildung
Pau hat eine lange Tradition als Universitätsstadt. Die erste Universität wurde im Jahre 1722 gegründet. Heute besitzt sie eine interdisziplinäre Universität (Recht, Wirtschaft, Naturwissenschaft und Humanwissenschaft), zwei IUT (Institut Universitaire de Technologie), ein IAE (Institut d’Administration d’Entreprise) und eine Handelsschule (École supérieure de commerce de Pau).

## Geschichte
Pau verdankt seinen Ursprung einer von einem Grafen von Béarn wohl Anfang des 11. Jahrhunderts angelegten Burg, die in der zweiten Hälfte des 14. Jahrhunderts durch Gaston III. von Foix-Béarn erweitert und verstärkt wurde. Hierdurch steigerte sich der Status des Ortes, und die Vizegrafen von Béarn hielten sich hier häufig auf. Zwecks der Ansiedlung von weiterer Bevölkerung in Pau erklärte Gaston IV. von Béarn-Foix 1464, hier seine Residenz aufschlagen zu wollen. 1464 erteilte er dem Ort das Marktrecht und setzte Juraten ein. Er erlaubte den Juraten unter der Bedingung, dass sie den Ort mit Mauern umgäben und eine Kirche erbauten, durch ein Patent vom 19. März 1468, eine Abgabe auf Wein und andere in Pau gehandelte Güter zu erheben. Die Mauern wurden nur halb, die Kirche aber 1473 ganz vollendet, sodass sie vom Bischof von Lescar, der dabei sich und seinen Nachfolgern das Besetzungsrecht ausmachte, eingeweiht werden konnte.
Größere Bedeutung erlangte Pau durch den Umstand, dass seine Herren, die Vizegrafen von Béarn, mit François Phébus, dem Enkel Gastons IV., 1479 auch Könige von Navarra wurden. Nun nahm die Bevölkerung bald so zu, dass Jean d’Albret und seine Gemahlin Katharina durch ein Patent vom 4. November 1502 den Ort zur Stadt erhoben. Nach der Eroberung des südlich der Pyrenäen gelegenes Teils Navarras durch Ferdinand den Katholischen verlegten die von dort vertriebenen Vizegrafen von Béarn 1512 ihre Residenz von Pamplona nach Pau. Die Stadt blieb nun bis 1589 deren Regierungssitz und wurde nach und nach Sitz eines souveränen Rats, eines Parlaments und einer Münzstätte. Auch ließen sich hier bald Jesuiten sowie andere Mönchs- und Nonnenorden nieder. Besondere Bedeutung gewann Pau seit 1527 als Residenz der geistreichen hugenottenfreundlichen Margarete von Navarra. Ihre Tochter Jeanne d’Albret brachte im Dezember 1553 in Pau den späteren französischen König Heinrich IV. zur Welt.
Catherine de Bourbon, die Schwester Heinrichs IV., hielt in Pau Hof, als sie Béarn im Namen ihres Bruders regierte. In den Religionskriegen hatte Pau allerdings viel zu leiden. 1620 kam es durch Ludwig XIII. an die französische Krondomäne. Die 1722 hier gestiftete Universität hatte fünf Professoren, die das kanonische, Zivil- und französisches Recht sowie die schönen Wissenschaften lehrten. Sie wurde nach der Französischen Revolution aufgehoben, und auch die 1721 gegründete Akademie der Wissenschaft und Künste ging später ein. In der Folge der Februarrevolution 1848 wurde der gefangene Abd el-Kader am 23. April 1848 aus dem Fort Lamalgue bei Paris nach dem Schloss von Pau gebracht, in dem er nun längere Zeit mit seiner Familie wohnte.
Als sich Frankreich im Zweiten Weltkrieg unter deutscher Besatzung befand, formierte sich die Résistance. In Pau bestand der Maquis mehrheitlich aus Spaniern. Sie waren nach dem Ende der Zweiten Spanischen Republik nach Frankreich gekommen und kampferprobt. Im Oktober 1944 war Pau befreit. Die Flagge ihrer Republik in rot, gelb und purpur flatterte über der Zentrale, dem Hotel Bristol, und sie planten die Befreiung Spaniens vom Franquismus. Die Provisorische Regierung der Französischen Republik musste Truppen an die Südgrenze verlegen, um die Ausweitung des Konflikts zu verhindern.

## Sehenswürdigkeiten

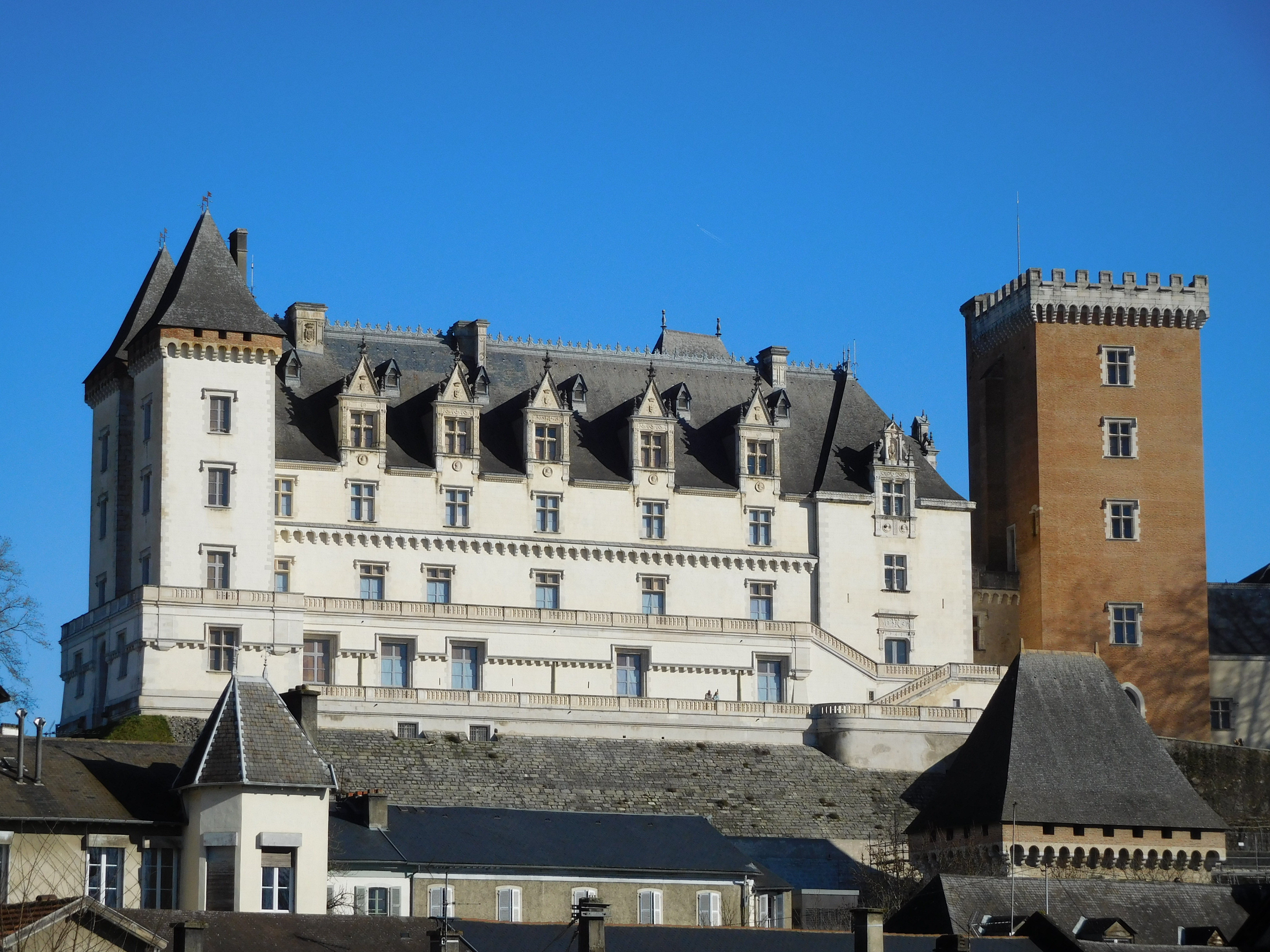
Schloss Pau

- Der Boulevard des Pyrénées, am Südrand der hochgelegenen Innenstadt, bietet einen Panoramablick auf den Kamm der Pyrenäen.
- Das Schloss Pau im Zentrum der Altstadt wurde im Mittelalter gegründet und ist der Geburtsort von Heinrich IV.
- Das Musée des beaux-arts de Pau befindet sich in einem Gebäude im Stil des Art déco aus dem Jahr 1931. Als städtisches Museum zeigt es Kunst aus Europa, mit einem Schwerpunkt auf französischen Gemälden des 19. Jahrhunderts.
- Das Musée Bernadotte präsentiert die Geschichte der Dynastie der Bernadottes und des in Pau geborenen Jean Baptiste Bernadotte, des späteren Königs Karl XIV. Johann von Schweden.[11]

## Sport und Veranstaltungen

### Motorsport
Die Stadt Pau ist für ihre jährlich stattfindenden Motorsportveranstaltungen berühmt. Ähnlich wie in Monaco und Macau wird dabei seit 1933 für den Grand Prix de Pau ein enger Stadtkurs (Circuit de Pau-Ville) zwischen den Häusern befahren. Bereits 1930 wurde auf dem knapp 16 km langen, um Pau herumgeführten Grand Circuit permanent de Pau, der aus speziell für die Rennen abgesperrten Landstraßen bestand, der Große Preis von Frankreich für Automobile und der Große Preis der U.M.F. für Motorräder veranstaltet.
Bis 1963 wurden elf Formel-1-Rennen ausgetragen, die jedoch nicht zur Weltmeisterschaft zählten. Danach fanden bis 1998 hier Rennen der Formel 2 beziehungsweise der Internationalen Formel-3000-Meisterschaft statt. Seit 1999 werden auf dieser Rennstrecke internationale Läufe der Formel 3 ausgetragen. Als erfolgreichster Fahrer in Pau gilt Jim Clark, der den Grand Prix de Pau jeweils zweimal in der Formel 1 und der Formel 2 gewann.
In den Jahren 2007, 2008 und 2009 wurden WTCC-Rennen in Pau ausgetragen.

### Tour de France
Pau gehört wegen der Nähe zu den Pyrenäenpässen sehr häufig zu den Etappenstädten der Tour de France. Bisher war die Stadt jeweils über 60-mal Ziel- oder Startort einer Etappe. Damit steht Pau in der Liste der häufigsten Tourstädte nach Paris und Bordeaux an dritter Stelle.

### Pferdesport
Im Vielseitigkeitsreiten zählen die Étoiles de Pau zu den sechs wichtigsten Turnieren der Welt.
Pau hat eine Rennbahn (Galopp): Flach- und Hindernisrennen.

### Vereine
Mit Élan Béarnais Pau-Orthez stellt die Stadt einen der wichtigsten französischen Basketballvereine. Insgesamt wurde die Mannschaft neunmal französischer Meister und holte sechs Pokaltitel. Zusätzlich konnte das Team 1984 den Korać-Cup gewinnen, einen ehemaligen Europapokaltitel.
Ein weiterer bekannter Sportverein ist die Section Paloise. Deren Rugby-Union-Mannschaft ist in der höchsten französischen Profiliga Top 14 vertreten. Und im Fußball vertritt der FC Pau die Stadt, ist über die Zugehörigkeit zur zweiten Liga aber bisher nicht hinausgekommen.
In Billère befindet sich mit dem Pau Golf Club von 1856 der älteste Golfclub des europäischen Kontinents.
Neu ist 2005 eine große Pelota-Anlage hinzugekommen. Zudem gibt es in Pau die berühmte Galopprennbahn „Hippodrome de Pau“, auf der regelmäßig sowohl Flach- als auch Hindernisrennen stattfinden.

## Persönlichkeiten
- Pierre von Foix der Jüngere (1449–1490), Bischof von Aire, Bischof von Vannes und Erzbischof von Palermo, Kardinal
- Jeanne d’Albret (1528–1572), Königin von Navarra
- Heinrich IV. (1553–1610), König von Frankreich und Navarra
- Jean-Baptiste Bernadotte (1763–1844), als Karl XIV. Johann König von Schweden (1818–1844)
- Guillaume Latrille de Lorencez (1772–1855), General
- Laurent d’Abbadie (1776–1851), Politiker
- Vastin Lespy (1817–1897), Okzitanist, Grammatiker und Lexikograf
- Henri Dabadie (1867–1949), Landschaftsmaler
- Paul-Jean Toulet (1867–1920), Dichter und Schriftsteller
- Auguste Brun (1881–1961), Romanist und Provenzalist
- Pierre Cami (1884–1958), Schriftsteller und Humorist
- René Léonard (1889–1965), Automobilrennfahrer
- Marguerite Broquedis (1893–1983), Tennisspielerin
- Jean Batmale (1895–1973), Fußballspieler
- Henri Pellizza (1920–2001), Tennis- und Badmintonspieler
- Yvon Bourges (1921–2009), Politiker, Gouverneur von Obervolta, Handelsminister und Verteidigungsminister Frankreichs
- Pierre Bergé (1934–1997), Experimentalphysiker (Chaos-Physik)
- Francis Mer (1939–2023), Industrieller und Politiker
- Cyril Grandet (* 1942), französischer Automobilrennfahrer
- Jean-Pierre Giudicelli (1943–2024), Moderner Fünfkämpfer
- Roger-Gérard Schwartzenberg (* 1943), Rechts- und Politikwissenschaftler sowie Politiker
- Michel Sogny (* 1947), Pianist, Komponist, Musikpädagoge und Autor ungarischer Abstammung
- André Lavie (1959–1990), Mittelstreckenläufer
- Bertrand Cantat (* 1964), Sänger mehrerer Bands
- Olivier Heck (* 1966), Bogenschütze, Olympiateilnehmer
- Guillaume Leschallier de Lisle (* 1971), römisch-katholischer Geistlicher, Weihbischof in Meaux
- Patrice Estanguet (* 1973), Kanute und Olympionike
- Stéphane Augé (* 1974), Radrennfahrer
- Sébastien Chabbert (* 1978), Fußballtorwart
- Cédric Gracia (* 1978), Mountainbikefahrer
- Camille de Faucompret (* 1985), Snowboarderin
- Jérémy Chardy (* 1987), Tennisspieler
- Cyril Baille (* 1993), Rugby-Union-Spieler
- Jean Goubert (* 1994), Radrennfahrer
- Sarah Valero Jodar (* 1998), französisch-spanische Handballspielerin
- Marine Fauthoux (* 2001), Basketballspielerin

## Städtepartnerschaften
Pau unterhält mit folgenden Städten eine Städtepartnerschaft:
- Saragossa, Spanien, seit 1960[14]
- Mobile, Vereinigte Staaten, seit 1975
- Pistoia, Italien, seit 1975
- Kōfu, Japan, seit 1977
- Setúbal, Portugal, seit 1981
- Swansea, Vereinigtes Königreich, seit 1982
- Göttingen, Deutschland, seit 1983
- Daloa, Elfenbeinküste, seit 1984
- Xi’an, Volksrepublik China, seit 1986